# Kalwang
Kalwang è un comune austriaco di 1 030 abitanti nel distretto di Leoben, in Stiria; ha lo status di comune mercato (Marktgemeinde).